# 게오르기 가폰

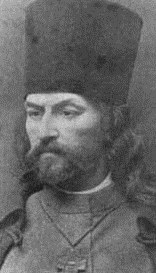
게오르기 가폰의 초상화

게오르기 아폴로노비치 가폰(러시아어: Гео́ргий Аполло́нович Гапо́н, 1870년 2월 17일 ~ 1906년 4월 10일)은 러시아의 정교회 사제, 혁명가로, 가폰 신부라고도 불린다.
오늘날의 우크라이나 폴타바에서 농부의 아들로 태어났으며, 1896년 신학교(theological seminary)에서 공부를 하였다. 상트페테르부르크로 이주하여 1902년 신학교를 졸업하였으며, 성 올가 고아원에서 종교 교사로 일하였다.
러일 전쟁으로 금속 노동자들이 동맹 파업에 들어갔을 때 노동자의 생활 개선을 황제 니콜라이 2세에게 직접 청원하기 위해 노동자 데모를 직접 지휘하였다. 그러나, 군인들의 무차별 사격으로 3000명의 사상자가 생기는 학살이 일어났는데, 이 날을 피의 일요일사건이라고 부른다.
그 후, 영국으로 망명하였다가 무기를 탈취하려하는 등 각종 계획을 세웠으나 모두 실패하자 경찰과 협력한 뒤 1906년에 귀국했으나 간첩으로 몰려 사회 혁명당원들에게 암살당했다.

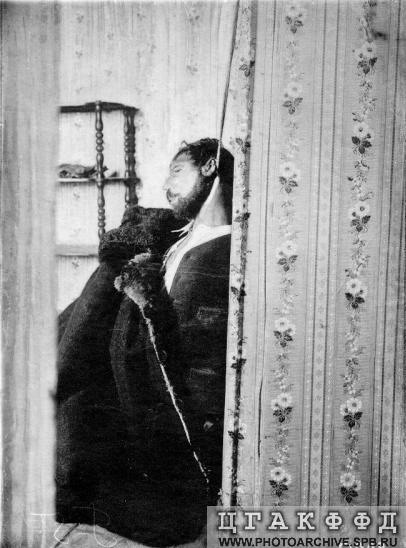
암살된 가폰의 시체